# نادي إف سي تطوان
نادي ف. س. تطوان FC Tétouan نادٍ رياضي مغربي من مدينة تطوان. يضم نادي ف. س. تطوان عدة فروع رياضية ككرة القدم، كرة السلة، كرة الطائرة، كرة المضرب (التنس) ، ألعاب القوى، الشطرنج، الكيك بوكسينغ، السباحة ... و يحتضن كل فرع فريقا رياضيا تم انتقاؤها بعناية في أفق توقيع مشاركات وازنة في مختلف المسابقات الرياضية المغربية، كمرحلة انتقالية تنتهي بوضع مختلف الفرق على سكة المنافسات الرسمية. كان من المرتقب أن يتم دمج النادي سنة 2011 مع نادي رجاء الحسيمة إلا أن الجامعة الملكية المغربية لكرة القدم رفضت طلب الاندماج بدعوى أن الناديين لا ينتميان لمدينة واحدة. يذكر نادي إف سي تطوان أول ناد في المغرب يطبق نظام الشركة المساهمة.

## فكرة إنشاء النادي
تأسيس النادي جاء لمنافسة نادي المدينة الأول أتلتيكو تطوان، حيث شاع في مدينة تطوان خبر تأكد فيما بعد، يقول بأن بعض الذين صدت أبواب المغرب التطواني في وجوههم من بينهم مؤسس النادي السيد محمد أحجام الذي كان نائبا لرئيس نادي أتليتكو تطوان، وكانوا على استعداد كامل لدعمه ماديا ويئسوا من معاودة الالتحام بالفريق أنشأوا نادي إف سي تطوان ليكون فضاء رياضيا بمثابة متنفس جديد للتطوانيين، لدرجة جعلت السيد عبد المالك أبرون رئيس أتلتيكو تطوان يتحدث عن مؤامرة ربطها بإنشاء فريق إف سي تطوان الذي وصفه بالنادي الوهمي والذي قال أن أصحابه وظفوا لإنشائه مبلغ 700 ألف أورو، إلا أنهم بعد فشلهم في تثبيت فريقهم 'الشبح' على حد قوله بسبب مقاومة كبيرة من الجامعة الملكية المغربية لكرة القدم ومن بعض وسائل الإعلام، بدأوا باختراق نادي أتلتيكو تطوان من الداخل، فوصل الأمر إلى تسخير من يفاوض أبرون، وكانت الصفقة هي أن يحصل على 400 ألف أورو مقابل التنحي عن رئاسة المغرب التطواني. وجرت حرب طاحنة في الكواليس بخاصة بعد أن صعَّد نادي إف سي تطوان من اللهجة، وكان قريبا من شراء نادي رجاء الحسيمة ليتحول به إلى فريق ممارس بالمجموعة الوطنية الثانية، لولا أن قوة الحظر جاءت من الجامعة بوحي من القوانين العامة، قال أناس إف سي تطوان في سرهم أن أبرون هو من أجهض هذا الميلاد السريع.

## أطقم النادي
طقم النادي شبيه لحد كبير بطقم منتخب الأرجنتين، وهو عبارة عن قميص مخطط عموديا باللونين الأبيض والأزرق الفاتح، وسروال أسود اللون، أما الجوارب فهي إما بيضاء أو سوداء أو بالأزرق الفاتح. أما بالنسبة للأطقم الاحتياطية، فيتم في الغالب اعتماد اللون الأزرق وهي نفس ألوان الطقم الاحتياطية لمنتخب الأرجنتين.

## شعار النادي

شعار إف سي تطوان

## وصلات خارجية
- (بالعربية) موقع نادي تطوان.
- (بالعربية والفرنسية) نادي تطوان في الفايس بوك. نادي إف سي تطوان  على فيسبوك.